# イン・ゴッズ・ハンズ
『イン・ゴッズ・ハンズ』 (In God's Hands) は、ザルマン・キング監督による1998年製作のアメリカ映画。
3人の若いサーファーが、ビッグウェーブを求めて世界を旅する物語となっている。

## キャスト
- マット・ジョージ：ミッキー
- シェーン・ドリアン：シェーン
- マシュー・スティーヴン・リュー：ケオニ